# Sohrab Modi

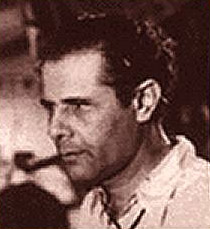
Sohrab Modi, 1931

Sohrab Merwanji Modi (Hindi सोहराब मोदी Sohrāb Modī; * 2. November 1897 in Bombay, Präsidentschaft Bombay, Britisch-Indien; † 28. Januar 1984 in Bombay, Maharashtra) war ein indischer Schauspieler, Filmregisseur und -produzent des Hindi/Urdu-Films.

## Leben
Sohrab Modi wurde als Sohn eines parsischen Staatsbediensteten in Bombay geboren und wuchs in Rampur und Bombay auf. Zusammen mit seinem Bruder Keki Modi war er ab 1914 als Wanderfilmvorführer in Gwalior tätig. In den 1920er Jahren arbeitete er als Bühnenschauspieler in der Theatergruppe Arya Subodh Natak Mandali seines Bruders Rustom Modi. Seine wichtigste Bühnenrolle war die Hauptrolle des Jehangir in Khoon Ka Khoon, einer Hamlet-Adaption, die eines der erfolgreichsten Urdu-Theaterstücke der 1920er Jahre war. Mit Beginn des Tonfilms war die Attraktivität der Theater sinkend und Modi wendete sich dem Film zu. 1935 gründete er gemeinsam mit seinem Bruder Rustom eine Filmgesellschaft namens Stage Films und drehte Filmfassungen der Shakespeare-Bühnenerfolge Khoon Ka Khoon (1935) und Saeed-e Havas (1936) nach Aga Hashr Kashmiris Adaption von König Johann.
Danach entstand Modis Filmgesellschaft Minerva Movietone. Mit den Historienfilmen Pukar (1939), Sikandar (1941) und Prithvi Vallabh (1943) gelang ihm der Durchbruch als Produzent, Regisseur und Hauptdarsteller. Pukar spielt am Hofe des Großmoguls Jahangir und viele Szenen wurden an Originalschauplätzen gedreht. Insbesondere aber Sikander gehört zu den großen Klassikern des indischen Historienfilms. Er handelt von der Schlacht Alexander des Großen (=Sikander) (Prithviraj Kapoor) gegen König Poros (Sohrab Modi) im Jahr 326 v. Chr. und ist wegen seiner spektakulären Schlachtszenen und Dramatik für seine Zeit bemerkenswert.
Neben Kostümdramen, an denen regelmäßig auch Kamal Amrohi als Autor mitwirkte, veröffentlichte Modi erfolgreiche, aber frauenfeindliche Ehedramen wie Jailor (1938 und 1958), Talaaq (1938) und Bharosa (1940). 1953 drehte Modi mit Jhansi Ki Rani Indiens ersten Film in Technicolor, der zur Zeit des Aufstands gegen die Briten 1857 spielt. Mirza Ghalib (1954), ein Film über das Leben des Urdu-Dichters Mirza Ghalib während der Regierung des letzten Moguls Bahadur Shah II., gewann ihm einen National Film Award für den Besten Film des Jahres. Nach seiner Rolle in Bimal Roys Yahudi (1958) trat er fast ausschließlich als Darsteller in Filmen anderer Regisseure auf. Seine Filmgesellschaft stellte um 1960 den Betrieb ein.
Sohrab Modi war Jury-Mitglied der Berlinale 1960. 1980 wurde ihm der Dadasaheb Phalke Award für seinen herausragenden Beitrag zum indischen Film verliehen. Modi, der seit 1946 mit der Schauspielerin Mehtab verheiratet war, starb an Krebs.

## Filmografie
Schauspieler
- 1935: Khoon Ka Khoon
- 1936: Saeed-e-Havas
- 1937: Atma Tarang
- 1937: Khan Bahadur
- 1938: Jailor
- 1938: Talaaq
- 1938: Meetha Zaher
- 1939: Pukar
- 1940: Bharosa
- 1941: Sikandar
- 1942: Phir Milenge
- 1943: Prithvi Vallabh
- 1944: Parakh
- 1945: Ek Din Ka Sultan
- 1947: Manjdhar
- 1949: Daulat
- 1949: Narasinh Avatar
- 1950: Sheesh Mahal
- 1953: Die Maharani von Dschansi (Jhansi Ki Rani)
- 1954: Mirza Ghalib
- 1955: Kundan
- 1956: Rajhaath
- 1957: Nausherwan-e-Adil
- 1958: Jailor
- 1958: Farishta
- 1958: Yahudi
- 1959: Minister
- 1959: Pehli Raat
- 1960: Ghar Ki Laaj
- 1960: Mera Ghar Mere Bachche
- 1965: Bharat Milap
- 1967: Woh Koi Aur Hoga
- 1969: Samay Bada Balwan
- 1970: Jwala
- 1971: Ek Nari Ek Brahmachari
- 1975: Tanariri
- 1979: Ghar Ki Laaj
- 1979: Meena Kumari Ki Amar Kahani
- 1981: Ganga Maang Rahi Balidan
- 1982: Rustom
- 1983: Razia Sultan

Regisseur
- 1935: Khoon Ka Khoon
- 1936: Saeed-e-Havas
- 1937: Atma Tarang
- 1937: Khan Bahadur
- 1938: Jailor
- 1938: Talaaq
- 1938: Meetha Zaher
- 1939: Pukar
- 1940: Bharosa
- 1941: Sikandar
- 1942: Phir Milenge
- 1943: Prithvi Vallabh
- 1944: Parakh
- 1945: Ek Din Ka Sultan
- 1947: Manjdhar
- 1949: Daulat
- 1949: Narasinh Avatar
- 1950: Sheesh Mahal
- 1953: Jhansi Ki Rani
- 1954: Mirza Ghalib
- 1955: Kundan
- 1956: Rajhaath
- 1957: Nausherwan-e-Adil
- 1958: Jailor
- 1960: Mera Ghar Mere Bachche
- 1969: Samay Bada Balwan
- 1979: Meena Kumari Ki Amar Kahani